# Sobre las olas
 (août 2025).
Si vous disposez d'ouvrages ou d'articles de référence ou si vous connaissez des sites web de qualité traitant du thème abordé ici, merci de compléter l'article en donnant les références utiles à sa vérifiabilité et en les liant à la section « Notes et références ».

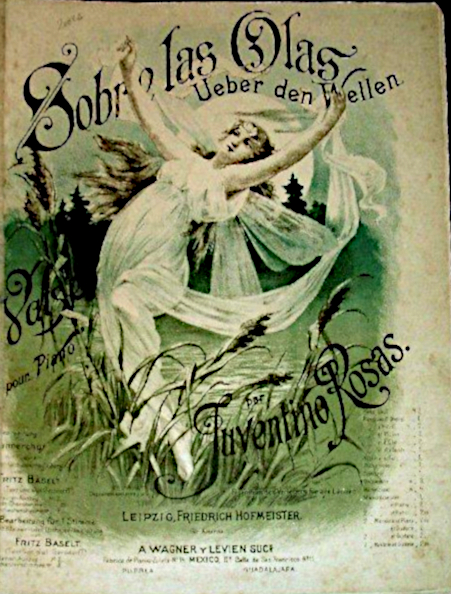
piano score.

Sobre las olas est une valse composée par Juventino Rosas, créée en 1884 puis en décembre 1888. 
Cette valse fait partie des classiques, au point qu'elle est souvent confondue avec une valse viennoise, et a été faussement attribuée à Johann Strauss II.
Juventino Rosas la publie d'abord en 1884 à La Nouvelle-Orléans, puis au Mexique et en Europe en 1888 et 1891. Elle est devenue très populaire en tant que valse, mais a aussi été reprise dans le New Orleans Jazz.
Cette valse se jouait souvent dans les fêtes foraines pour accompagner les manèges. Elle reste, par le biais du cinéma et même des jeux vidéo, l'illustration des fêtes foraines "à l'ancienne" (exemple avec le jeu vidéo d'arcade Carnival de Sega). Elle a été reprise pour la chanson Sur la Riviera (1913) par Léo Daniderff qui n'a pas reconnu cet emprunt.